# Sisyrodesmus girafficeps
Sisyrodesmus girafficeps är en mångfotingart som beskrevs av Carl Graf Attems 1912. Sisyrodesmus girafficeps ingår i släktet Sisyrodesmus och familjen fingerdubbelfotingar. Inga underarter finns listade i Catalogue of Life.